# Ratkovské Bystré
Ratkovské Bystré – wieś (obec) na Słowacji położona w kraju bańskobystrzyckim, w powiecie Revúca. Pierwsze wzmianki o miejscowości pochodzą z roku 1413.
Według danych z dnia 31 grudnia 2012, wieś zamieszkiwało 376 osób, w tym 198 kobiet i 178 mężczyzn.
W 2001 roku pod względem narodowości i przynależności etnicznej 99,03% mieszkańców stanowili Słowacy, a 0,24% Węgrzy.
Ze względu na wyznawaną religię struktura mieszkańców kształtowała się w 2001 roku następująco:
- Katolicy rzymscy – 5,6%
- Ewangelicy – 82,97%
- Ateiści – 9,98%
- Nie podano – 0,73%